# Équipe de La Réunion féminine de football
Cet article traite de l'équipe féminine. Pour l'équipe masculine, voir Équipe de La Réunion de football.
Maillots
L'équipe de La Réunion féminine de football est la sélection qui représente La Réunion dans les compétitions de football féminin. Elle est gérée par la Ligue réunionnaise de football.
Sa seule performance au niveau international a lieu en 2000 : en éliminant l'Égypte en qualifications (victoire 4-3 à Saint-Denis, match nul 1-1 à Alexandrie), les Réunionnaises participent à la phase finale du Championnat d'Afrique de football féminin 2000. 
Elles terminent dernières d'une poule avec l'Afrique du Sud, le Zimbabwe et l'Ouganda, avec 3 défaites (0-3 contre l'Afrique du Sud, 1-2 contre le Zimbabwe et 1-2 contre l'Ouganda).